# Грімпар бурий
Грімпа́р бурий (Dendrocincla turdina) — вид горобцеподібних птахів родини горнерових (Furnariidae). Мешкає в Південній Америці. Раніше вважався конспецифічним з сірощоким грімпарем.

## Опис
Довжина птаха становить 19-21 см, самиці дещо менші, ніж самці. Забарвлення переважно буре, горло жовтувате, крила і хвіст рудувато-коричневі. Дзьоб довгий, прямий, зверху чорнуватий, знизу сірий.

## Підвиди
Виділяють два підвиди:
- D. t. taunayi Pinto, 1939 — північно-східна Бразилія (схід Пернамбуку і Алагоасу);
- D. t. turdina (Lichtenstein, MHK, 1820) — східна і південно-східна Бразилія (від східної Баїї на південь вздовж атлантичного узбережжя до півночі Ріу-Гранді-ду-Сул і вглиб континенту до південного сходу Мату-Гросу-ду-Сул, західної Парани і західної Санта-Катарини), східний і центральний Парагвай і північно-східна Аргентина (Місьйонес, північно-східний Коррієнтес).

## Поширення і екологія
Бурі грімпарі мешкають в Бразилії, Аргентині і Парагваї. Вони живуть в середньому і нижньому ярусі вологих атлантичних лісів. Зустрічаються переважно на висоті до  850 м над рівнем моря. Живляться комахами.